# بهرام بیگ
بهرام بیگ بن فرخ یسار پسر ارشد فرخ یسار و سی و هفتمین پادشاه حکومت شروان‌شاهان بود. او پس از کشته شدن پدر خود به دست شاه اسماعیل یکم به حکومت رسید. از اقدامات مهم او می‌توان به صلح با شاه اسماعیل اشاره کرد که موجب شد تا پس از سال‌ها شروان‌شاهان و صفویان برای مدت زمان کوتاهی با هم صلح داشته باشند.

## صلح باصفویان
بهرام بیگ که می‌دید شاه اسماعیل یکم در گیر جنگ با ازبک‌ها و امپراتوری عثمانی است از آنجایی که می‌دانست نمی‌تواند شاه اسماعیل را به‌طور کلی شکست دهد از شرایط موجود استفاده نمود و با شاه اسماعیل که از دو طرف درگیر جنگ بود صلح کرد. شاه اسماعیل که نمی‌خواست درگیر جنگ دیگری شود با بهرام بیگ صلح نمود و پس از سالیان زیاد شروان شاهان با صفویان صلح نمودند گرچه این صلح بیشتر از یک سال دوام نیاورد.

## مرگ بهرام بیگ به دست غازی بیگ
بهرام بیگ در زمان حکومت خود برادرش غازی بیگ را به عنوان فرمانده سپاه شروان شاهان منسوب کرد و غازی بیگ سپاهی به نام سپاه طلایی قفقاز تشکیل داد. وقتی بهرام بیگ دید که برادرش این سپاه را تشکیل داده‌است فکر کرد او قسط تصرف تاج و تخت را دارد بنابراین برادرش را از سمتش عزل نمود و دستور قتل او را صادر کرد. غازی بیگ که از این امر مطلع شد شبانگاه برادر خود را به قتل رساند و تاج و تخت را تصاحب کرد.